# Johann Friedrich Plessing
Johann Friedrich Plessing (auch Pleßing; * 28. Oktober 1720 in Konitz; † 31. Dezember 1793 in Wernigerode) war ein deutscher lutherischer Theologe und Geistlicher.

## Leben
Plessing war Sohn eines Gerichtsbeamten. Bereits 1729 verlor er beide Elternteile. Er erhielt in Konitz seine erste Bildung. Ab 1735 besuchte er das Danziger Gymnasium. 1740 begann er das Studium der Theologie an der Universität Jena, das er ab 1742 an der Universität Leipzig fortsetzte. Dort wurde er 1743 zum Magister graduiert. Ab 1744 setzte er das Studium an der Universität Halle fort. In seiner Leipziger Zeit stand er mit Johann Rudolf Kiesling in einem näheren Verhältnis.
Plessing wurde 1745 von der Fürstin Anna, der Frau des Fürsten August Ludwig von Anhalt-Köthen, nach Köthen berufen. Am 4. November 1745 bestand er das notwendige Examen. Im Anschluss folgte seine Ordination. Seine Einführung als 3. Prediger der lutherischen St. Agnuskirche im sonst reformierten Köthen erfolgte Anfang 1746. Zugleich wurde er Rektor der Gemeindeschule. 1747 folgte er einem Ruf der Gräfin Charlotte Wilhelmine zu Leiningen-Westerburg als Pfarrer und Konsistorialassessor nach Wachenheim (Pfrimm). Dort verblieb er aufgrund ungünstiger Bedingungen nur kurz. Per eigenhändigem Schreiben berief ihn Fürst Viktor I. Amadeus Adolf von Anhalt-Bernburg-Schaumburg-Hoym als Pfarrer nach Belleben. Dort begann er mit der schriftstellerischen Arbeit.
Plessing wurde 1764 zu einer Probepredigt nach Wernigerode eingeladen. Am 14. August 1764 erteilte ihm Fürst Christian Ernst zu Stolberg-Wernigerode, dem er bereits den zweiten Band seines Werkes Versuch vom Ursprung der Abgötterey gewidmet hatte, einen Ruf als Hospitalprediger und Katechet in Wernigerode. 1772 erhielt er zudem eine Stelle als Diakonus an der Oberpfarrkirche St. Sylvestri. Plessing erhielt schließlich 1786 die Stelle als Oberpfarrer von Wernigerode und wurde in diesem Zug auch zum Konsistorialrat ernannt. 
Plessing war Verfechter des Pietismus und lehnte die Aufklärung ab. Dennoch stand er Entwicklungen, wie der Verlegung der Friedhöfe aus hygienischen Gründen, positiv gegenüber.
Der Philosoph Friedrich Victor Leberecht Plessing war sein Sohn. Durch ihn war Johann Wolfgang von Goethe Gast in seinem Haus.

## Schriften (Auswahl)
- Versuch vom Ursprung der Abgötterey, 2 Bände, Jacobi, Leipzig 1757–1758.
- Die Geschichte der Gräber, Struck, Wernigerode 1785.
- Die Auferstehungs-Geschichte unsers Herrn Jesu Christi, Struck, Wernigerode 1785.
- Harmonische Geschichte der Auferstehung Jesu Christi bis zu seiner Himmelfahrt, Struck, Wernigerode 1789.
- Über Golgatha und Christi Grab. Ein historisch-critischer Versuch, mit einem Grundriß von der Gegend und Stadt des heutigen Jerusalems, Waisenhaus, Halle 1789.